# Вільям Гатрі
Вільям Гатрі (англ. William Guthrie; 1708—1770) — британський картограф, письменник, географ.

## Карти України
1770 р.   Карта – «SOUTHERN RUSSIA or MUSCOVY IN EUROPE» (Росія). Опублікована в його найвідомішій праці «Geographical, Historical, and Commercial Grammar». Напис UKRAINE охоплює центральну Правобережну та Лівобережну Україну; Південна Україна – Новоросія (New Russia)..